# Mercy Falls – How Far would you Fall to Survive?
Mercy Falls – How Far would you Fall to Survive? ist ein britischer Horrorfilm aus dem Jahr 2023.

## Handlung
Die Freunde Rhona, Heather, Scott, Donnie und Andy reisen in die schottischen Highlands, um dort eine Wanderung zu unternehmen. Dabei wollen sie eine Hütte im Wald finden, die Rhonas verstorbenem Vater gehörte. Am Abend vor Beginn der Wanderung lernen sie in ihrer Unterkunft die junge Frau Carla kennen, die Erfahrung aus dem Militär hat. Die Gruppe überredet sie mitzukommen.
Nachdem die Wanderer das erste Stück gegangen sind, verliert Rhona die Orientierung und Carla übernimmt nach einem kurzen Blick auf die Karte die Führung. Rhona glaubt, die Stimme ihres Vaters zu hören und hat immer wieder Flashbacks. Die Gruppe erreicht den Wasserfall Mercy Falls und schlägt dort ihr Lager auf. Rhona beobachtet, wie Carla Donnie nackt am Wasserfall verführt, während Scott über Sirenen redet. Am nächsten Morgen stößt Scott Andy im Streit um Heather, sodass Andy fällt und sich ein Ast durch sein Bein bohrt. Um ihm weiteres Leid zu ersparen, tötet Carla Andi mit einem Schnitt durch die Kehle. Anschließend überredet sie die anderen, den Vorfall zu vertuschen. Carla versenkt die Leiche am Wasserfall.
Die Gruppe geht weiter und Heather zeigt Rhona einen Zeitungsbericht. Demnach wurde Carla unehrenhaft aus der Armee entlassen, nachdem sie zwei Offiziere und eine afghanische Frau getötet hatte, und war in psychiatrischer Behandlung. Als Carla für eine bessere Aussicht auf eine hohe Felswand klettert, spricht Rhona von einer Höhle, wo sie früher mal war. Die Gruppe nutzt die Gelegenheit, um vor Carla zu fliehen. Dabei kommen sie an eine Schlucht, die Rhona, Heather und Scott auf einem Baumstamm überqueren. Donnie wirft dann aber den Baumstamm hinunter. Carla taucht auf, tötet ihn und wirft seine Leiche in die Schlucht.
Bei einer Pause erzählt Rhona vom letzten Erlebnis mit ihrem Vater. Dieser fand ein geschwächtes Pferd in einer Falle und tötete es mit einem Schnitt durch die Kehle, was Rhona ihm nicht verzeihen konnte. Etwas später entfernt sich Heather im Wald ein paar Meter von den anderen beiden, um pinkeln zu gehen. Dabei wird sie von Carla überwältigt, die sie mit dem Kletterseil am Baum stranguliert. Rhona und Scott fliehen weiter und finden schließlich die Hütte des Vaters.
Darin entdecken sie ein Funkgerät, mit dem sie jedoch niemanden erreichen. Rhona beschließt, Carla zu töten, wenn diese kommt, und ihr eine Falle zu stellen. Scott erinnert Rhona an die Höhle und sie bereiten sich dort vor. In der Nacht werden sie in der Hütte intim. Als der Stromgenerator ausfällt, geht Scott nach draußen. Carla trifft ein und ersticht ihn. Als sie die Hütte betritt, erklingt eine Antwort auf den Notruf aus dem Funkgerät. Rhona nutzt die Ablenkung, um in die Höhle zu fliehen, wo sie mehrere Fackeln entzündet. Nach mehreren Kämpfen und einer Verfolgsjagd durch die Höhle schafft Rhona es, Carla in Brand zu setzen und so zu töten. Sie verlässt die Höhle und blickt in den Himmel.

## Rezeption
Die Kritiken fallen eher negativ aus. Für den Rezensenten von film-rezensionen.de ist es „einer dieser Filme, bei denen man sich fragt, warum diese Leute überhaupt miteinander befreundet sind. [...] In dem britischen Horrorthriller gibt es keine Menschen, sondern eine Ansammlung billiger Klischees. [...] Das ist schade, weil das Setting des Waldes schon sehr stimmungsvoll ist. Wenn sich die Truppe durch die Wildnis schlägt und sich dort irgendwie verstecken müssen, sind da schon sehenswerte Bilder dabei. Das ist aber ein bisschen wenig, um einen kompletten Film damit zu rechtfertigen.“
Phil Hoad beschreibt den Film in The Guardian als schottische Version von Predator, erkannt aber einige grundlegende Fehler: „die Bettwechsel der Charaktere mit Charakterzügen verwechseln, sie zugunsten der Handlung irrational agieren lassen [...]. Aber Hendrick hat unbestreitbar ein Gefühl für das Gelände, wenn er zwischen den Blutverlusten die Täler, Felsen und Heiden filmt und dabei gelegentlich die Illusion eines Dioramas benutzt“.